# Bathippus
Bathippus es un género de arañas saltarinas de la familia Salticidae.

## Especies
- Bathippus brevipalpis (Roy, Saha & Raychaudhuri, 2016)
- Bathippus brocchus (Thorell, 1881)
- Bathippus dentiferellus Strand, 1911
- Bathippus dilanians (Thorell, 1881)
- Bathippus directus Zhang & Maddison, 2012
- Bathippus elaphus (Thorell, 1881)
- Bathippus gahavisuka Zhang & Maddison, 2012
- Bathippus keyensis Strand, 1911
- Bathippus kochi (Simon, 1903)
- Bathippus korei Zhang & Maddison, 2012
- Bathippus latericius (Thorell, 1881)
- Bathippus macrognathus (Thorell, 1881)
- Bathippus macroprotopus Pocock, 1898
- Bathippus madang Zhang & Maddison, 2012
- Bathippus manicatus Simon, 1902
- Bathippus molossus (Thorell, 1881)
- Bathippus montrouzieri (Lucas, 1869)
- Bathippus morsitans Pocock, 1897
- Bathippus oedonychus (Thorell, 1881)
- Bathippus oscitans (Thorell, 1881)
- Bathippus pahang Zhang, Song & Li, 2003
- Bathippus palabuanensis Simon, 1902
- Bathippus papuanus (Thorell, 1881)
- Bathippus proboscideus Pocock, 1898
- Bathippus rechingeri Kulczyński, 1910
- Bathippus ringens (Thorell, 1881)
- Bathippus schalleri Simon, 1902
- Bathippus seltuttensis Strand, 1911
- Bathippus semiannulifer Strand, 1911
- Bathippus waoranus Strand, 1911